# Isshikia wenchuanensis
Isshikia wenchuanensis är en tvåvingeart som beskrevs av Wang 1986. Isshikia wenchuanensis ingår i släktet Isshikia och familjen bromsar. Inga underarter finns listade i Catalogue of Life.